# Yaron Mazuz
Yaron Mazuz (Hebreeuws: ירון מזוז) (Haifa, 11 juli 1962) is een Israëlische politicus. Namens Likoed zit hij sinds 2015 in de Knesset en is hij bovendien viceminister in het kabinet-Netanyahu IV.
Mazuz heeft een Tunesisch-Joodse achtergrond. Zijn eerste schreden in de politiek vonden plaats in 2008 toen hij in de gemeenteraad van Kirjat Bialik werd verkozen. Van deze in het noordwesten van het land gelegen middelgrote gemeente was hij ook wethouder.
Alhoewel zeer laaggeplaatst op de kandidatenlijst voor de verkiezingen van de 20e Knesset (een 29ste plek), kon hij dankzij de riante verkiezingswinst van Likoed toch nog in de 20e Knesset plaatsnemen. Voor zijn herverkiezing had Mazuz een foto op facebook geplaatst samen met de voormalige Israëlische soldaat Elor Azaria die vanwege een schietincident in Hebron op 24 maart 2016 was veroordeeld en gevangen had gezeten. Nadat het vierde kabinet Netanyahu in mei 2015 van start was gegaan, werd hij in juni viceminister voor binnenlandse zaken, welke post hij in januari 2016 verruilde voor die van viceminister verbonden aan het premierskantoor. Vervolgens verruilde hij deze in augustus 2016 voor die van milieubescherming.